# Remedios de Escalada
Remedios de Escalada è una città dell'Argentina, nella provincia di Buenos Aires, capoluogo del partido di Lanús. Copre un'area di 9,95 km² e ha una popolazione di 81 465 abitanti (2001).

## Infrastrutture e trasporti

### Ferrovie
Remedios de Escalada è servita da una propria stazione ferroviaria posta lunga la linea suburbana Roca che unisce Buenos Aires con l'area sud-orientale della conurbazione bonaerense.

## Sport
La principale società sportiva della città è il Talleres di Remedios de Escalada.